# Präfektur Hyōgo
Die Präfektur Hyōgo (jap. 兵庫県 Hyōgo-ken) ist eine der Präfekturen Japans. Sie liegt in der Region Kinki/Kansai nordwestlich von Osaka auf der Insel Honshū, der Insel Awaji und über 100 kleineren Inseln. Sitz der Präfekturverwaltung ist die Stadt Kōbe.

## Geographie
Im Norden der Präfektur Hyōgo befindet sich das Japanische Meer, im Süden grenzt sie an die Inlandsee. Mit der Insel Awaji-shima ist Hyōgo seit 1985 über die Naruto-Brücke mit der Präfektur Tokushima auf Shikoku verbunden. Im Jahr 1998 wurde die Akashi-Kaikyō-Brücke zwischen Honshū und Awaji-shima fertiggestellt. Im Westen grenzt Hyōgo an die Präfekturen Okayama und Tottori, im Osten an Osaka und Kyōto.
Hyōgo ist, abgesehen von den zwei Präfekturen an den äußeren Spitzen Honshūs, die einzige Präfektur, bei der sowohl die nördliche als auch die südliche Grenze am Meer liegen. Der mittlere Teil ist gebirgig. Das Klima in der Präfektur ist unterschiedlich: Der Süden liegt durch Bergrücken von den Meeren geschützt und weist besonders im Winter ein relativ mildes Klima auf, im Inneren und Norden wird es relativ kalt mit starken Schneefällen an der Nordküste.
Der Verwaltungssitz Kōbe ist die größte Stadt in der Präfektur Hyōgo und ein kulturelles und industrielles Zentrum Japans. Der südliche Küstenlinie ist von Osaka bis fast an den Westrand der Präfektur ein durchweg besiedeltes Gebiet mit bedeutenden Industrie- und Forschungsanlagen.
In der Präfektur Hyōgo befindet sich auch der Adelssitz Himeji-jō, der 1993 zum Weltkulturerbe ernannt wurde.
Seit 1997 besteht eine Partnerschaft mit Schleswig-Holstein.

## Geschichte
Der Name stammt von dem Fischerdorf Hyōgo, heute ein Stadtteil von Kōbe, das bei der Öffnung Japans mit der Ansiedlung Kobe zur neuen Hafenstadt zusammengelegt wurde. Das heutige Gebiet der Präfektur Hyōgo beinhaltet die früheren Provinzen Harima, Tajima, Awaji sowie Teile der Provinzen Settsu und Tamba (heute der Norden der Präfektur Osaka und der Westen der Präfektur Kyōto).
| Shōgunats- und Hatamoto-Land: große Teile von Tajima, der Norden von Harima, mehrere nicht zusammenhängende Gebiete in Settsu & Tamba                                                                                   | Shōgunats- und Hatamoto-Land: große Teile von Tajima, der Norden von Harima, mehrere nicht zusammenhängende Gebiete in Settsu & Tamba | Shōgunats- und Hatamoto-Land: große Teile von Tajima, der Norden von Harima, mehrere nicht zusammenhängende Gebiete in Settsu & Tamba | Shōgunats- und Hatamoto-Land: große Teile von Tajima, der Norden von Harima, mehrere nicht zusammenhängende Gebiete in Settsu & Tamba |
| Gosankyō-Familien mit Ländereien in den Provinzen Settsu und Harima: Tayasu-Tokugawa, Hitotsubashi-Tokugawa | Gosankyō-Familien mit Ländereien in den Provinzen Settsu und Harima: Tayasu-Tokugawa, Hitotsubashi-Tokugawa                           | Gosankyō-Familien mit Ländereien in den Provinzen Settsu und Harima: Tayasu-Tokugawa, Hitotsubashi-Tokugawa                           | Gosankyō-Familien mit Ländereien in den Provinzen Settsu und Harima: Tayasu-Tokugawa, Hitotsubashi-Tokugawa                           |
| Fürstentümer (-han) mit Sitz im heute zu Hyōgo gehörenden Teil der Provinz Settsu | Fürstentümer (-han) mit Sitz im heute zu Hyōgo gehörenden Teil der Provinz Settsu                                                     | Fürstentümer (-han) mit Sitz im heute zu Hyōgo gehörenden Teil der Provinz Settsu                                                     | Fürstentümer (-han) mit Sitz im heute zu Hyōgo gehörenden Teil der Provinz Settsu                                                     |
| Han | Sitz (+heutige Gemeinde) | letzter Fürst | Territorium (nach Einkommen in Koku)                                                                                                  |
| --- | --- | --- | --- |
| Amagasaki | Amagasaki, Kawabe-gun (Amagasaki-shi)                                                                                                 | [Sakurai-]Matsudaira Tadaoki | 40.000 |
| Sanda | Sanda, Arima-gun (Sanda-shi) | Kuki Takayoshi | 36.000 |
| Fürstentümer mit Sitz in der Provinz Harima | | | |
| Himeji | Himeji, Shikitō-gun (Himeji-shi) | Sakai Tadayoshi/Tadatō (忠惇) | 150.000 |
| Akashi | Akashi, Akashi-gun (Akashi-shi) | [Echizen-]Matsudaira Yoshinori | 80.000 |
| Tatsuno | Tatsuno, Ittō-gun (Tatsuno-shi) | Wakisaka Yasuaya | 51.000 |
| Akō | Akō, Akō-gun (Akō-shi) | Mori Tadatsune | 20.000 |
| Mikazuki | Mikazuki, Sayo/Sayō-gun (Sayō-chō) | Mori Toshishige | 15.000 |
| Ono | Ono, Katō-gun (Ono-shi) | Hitotsuyanagi Suenori | 10.000 |
| Mikusa | Mikusa, Katō-gun (Katō-shi) | Niwa Ujinori | 10.000 |
| Yamasaki | Yamasaki, Shisō-gun (Shisō-shi) | Honda Tadachika | 10.000 |
| Anji | Anji, Shisō-gun (Himeji-shi) | Ogasawara Sadazane | 10.000 |
| Hayashida | Hayashida, Shikitō-gun (Himeji-shi)                                                                                                   | Takebe Masayo | 10.000 |
| Fürstentümer mit Sitz in der Provinz Tajima | | | |
| Izushi | Izushi, Izushi-gun (Toyooka-shi) | Sengoku Hisatoshi | 30.000 |
| Toyooka | Toyooka, Konosaki-gun (Toyooka-shi)                                                                                                   | Kyōgoku Takaatsu | 15.000 |
| Fürstentümer mit Sitz im heute zu Hyōgo gehörenden Teil der Provinz Tamba | | | |
| Sasayama | Sasayama, Taki-gun (Tamba-Sasayama-shi)                                                                                               | Aoyama Tadayuki | 60.000 |
| Kaibara | Kaibara, Hikami-gun (Tamba-shi) | Oda Nobuchika | 20.000 |
| Fürstentümer mit Territorium im späteren Hyōgo, aber Sitz außerhalb | | | |
| mit Besitzungen in Tamba: Yunagaya, Tsurumaki, Yamakami, [Tamba-]Kameyama/Kameoka | | | |
| mit Besitzungen in Harima: Mibu, Koga, Oshi, Hamamatsu/Tsurumai, Marugame | | | |
| mit Besitzungen in Settsu: Koga, Okabe/Hanbara, Asada, Koizumi, Asao | | | |
| mit praktisch ganz Awaji: Tokushima | | | |
| mit Fukuura im Kreis Wake der Provinz Bizen (im 20. Jahrhundert zu Hyōgo): Okayama | | | |
| Mehrere kleinere geistliche Güter | | | |
| (Nicht in der Liste: die erst nach der Restauration eingerichteten Han Fukumoto und Muraoka sowie das Aizu-han, dessen [Aizu-]Matsudaira-Fürsten auch an Shōgunatsämter geknüpfte Ländereien im heutigen Hyōgo hielten) | | | |

Eine erste Präfektur Hyōgo wurde in der Meiji-Restauration 1868 aus dem durch die Ungleichen Verträge geöffneten Hafens Hyōgo (Kōbe) gegründet und war ursprünglich nur ein kleiner Teil des heutigen Gebiets: Die erste Präfektur Hyōgo umfasste neben dem Vertragshafen und seiner Umgebung vor allem ehemalige Shōgunatsländer in den Provinzen Settsu und Harima, darunter zeitweise auch Teile des heutigen Osaka und den Nordteil von Awaji. Mit der Abschaffung der Han 1871 und der folgenden ersten Konsolidierung der entstandenen Präfekturen wurde das heutige Gebiet von Hyōgo dann zwischen vier Präfekturen aufgeteilt: Hyōgo im Westteil von Settsu, Shikama mit der gesamten Provinz Harima, Toyooka mit ganz Tajima und Tango sowie einem Teil von Tamba und die aus dem Fürstentum Tokushima entstandene Präfektur Myōdō, zu der wieder ganz Awaji gehörte. Bei der zweiten Konsolidierungswelle der Präfekturen 1876 wurde Hyōgo mit Shikama und Teilen von Toyooka und Myōdō zusammengeschlossen und erhielt bis auf spätere kleinere Grenzverschiebungen im Wesentlichen seine heutigen Grenzen.

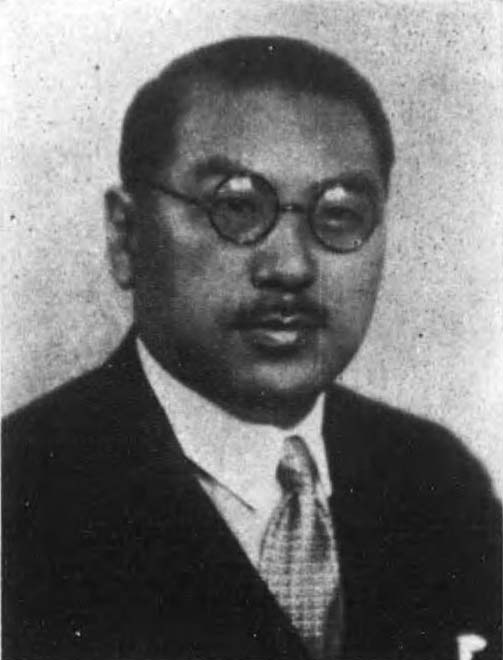
Kishida Sachio, 1946/47 der vorletzte ernannte, 1947 der erste gewählte Gouverneur von Hyōgo. Er trat 1954 zurück und verlor die anschließende Neuwahl. Später vertrat er Hyōgo für die LDP neun Jahre lang im nationalen Senat.

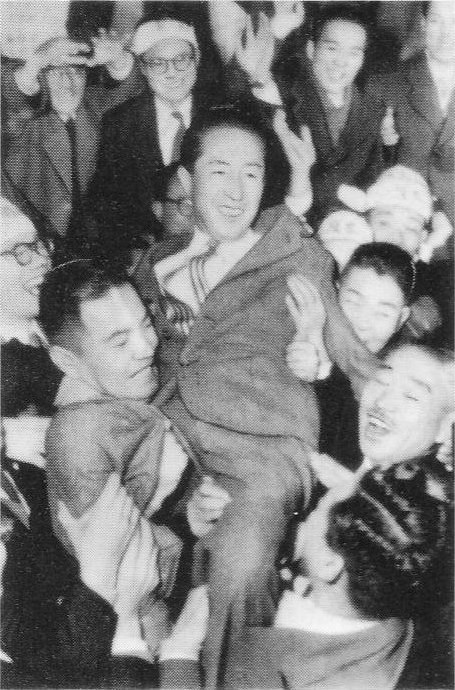
Der sozialistische Bürgermeister von Amagasaki, Sakamoto Masaru, der 1942 als Yokusankai-Kandidat in das Unterhaus des Reichstags gewählt und nach dem Krieg zeitweise von öffentlichen Ämtern ausgeschlossen worden war, gewann die Gouverneurswahl 1954 und blieb bis 1962 im Amt.

Der erste Gouverneur von Hyōgo wurde in der Restauration für kurze Zeit der Chōshū-Samurai Itō Hirobumi, der später als führender Meiji-Oligarch, mehrfacher Premierminister und Architekt der Meiji-Verfassung die Staatsordnung des Kaiserreiches wesentlich mitgestaltete. Das erste Präfekturparlament wurde wie in den meisten Präfekturen 1879 gewählt. 1947 wurde der Gouverneur wie in allen Präfekturen außer Okinawa erstmals vom Volk gewählt.
Am 17. Januar 1995 kamen beim großen Hanshin-Erdbeben (Stärke 7,3) in Süd-Hyōgo ca. 4600 Menschen ums Leben. Im Jahr 2004 gab es im Nordteil der Präfektur verheerende Überschwemmungen.

## Wirtschaft
Über 90 % der Bevölkerung der Präfektur wohnt in den städtischen Gebieten von Kobe, Hanshin und Harima. Industrien wie Stahl, Schiffbau und Maschinenbau sind in diesen großen städtischen Gebieten konzentriert. Im Gegensatz dazu sind in den Bezirken Tajima, Tamba und Awaji vor der Kulisse wunderschöner Flüsse, Berge und Meere die Land- und Forstwirtschaft sowie die Fischerei aktiv. Wie in allen Präfekturen des Landes spielen Landwirtschaft, Forstwirtschaft und Fischerei eine große Rolle. In Kobe und Harima gibt es zwei Forschungsinstitute von Riken, dem naturwissenschaftlichen Forschungsinstitut in Japan. "SPring-8", eine Synchrotronstrahlungsanlage, befindet sich in Harima. Der Hafen von Kobe beherbergt den Supercomputer Fugaku, einen der schnellsten Computer der Welt.

## Politik
- KPJ: 2
- Hyōgo kenmin rengō („[Präf.]Bürgerbund Hyōgo“; mit KDP): 9
- Fraktionslos: 4
- Ishin no Kai: 21
- Kōmeitō: 13
- LDP: 37

Im Zuge eines Mobbingskandals verabschiedete das Präfekturparlament im September 2024 mit Zustimmung aller Fraktionen ein Misstrauensvotum gegen den seit 2021 amtierenden Gouverneur Motohiko Saitō. Bei der resultierenden Gouverneurswahl 2024 trat Saitō erneut an und setzte sich mit rund 45 % der Stimmen gegen die ehemalige Bürgermeisterin von Amagasaki Kazumi Inamura (40 %), den vorherigen Ishin-Rätehausabgeordneten Takayuki Shimizu (11 %) und vier weitere Kandidaten durch. Die Wahlbeteiligung stieg auf 55,65 %.
Im regulär 86-köpfigen Parlament blieb die Liberaldemokratische Partei (LDP) bei den Wahlen im April 2023 mit 24 Sitzen stärkste Kraft, die in der Positionierung für die Gouverneurswahl 2021 gespaltene LDP-Fraktion ist wiedervereinigt. Die im benachbarten Osaka beheimatete Ishin no Kai gewann 17 auf 21 Sitze hinzu und ist nun zweitstärkste Kraft vor der Kōmeitō mit 13 Sitzen, 22 Sitze gingen an Kandidaten ohne Parteinominierung.
Ins nationale Parlament wählt Hyōgo direkt zwölf Abgeordnete ins Abgeordnetenhaus und seit 2016 drei statt vorher zwei pro Teilwahl ins Rätehaus, wird dort also seit 2019 von sechs Abgeordneten vertreten. Bei der Abgeordnetenhauswahl 2024 gingen im Ergebnis unverändert zehn der Sitze aus Hyōgo an die nationale Regierungskoalition, zwei an die Opposition: sieben Liberaldemokraten, je zwei Mitglieder von Kōmeitō und KDP und Yasutoshi Nishimura, dem im Zuge des LDP-Skandals um schwarze Kassen die nationale Parteinominierung entzogen worden war, der aber nach seinem Wahlsieg sofort wieder in die LDP-Fraktion zurückkehrte. Im Rätehaus wird Hyōgo nach den Wahlen 2019 und 2022 und Änderungen seither (Stand: November 2024) durch je zwei Mitglieder von LDP und Kōmeitō und eines der Nippon Ishin no Kai vertreten; ein Sitz ist seit der Gouverneurswahl 2024 vakant.

## Verwaltungsgliederung
Wie in allen japanischen Präfekturen sank die Zahl der Gemeinden ständig. Zählte man im Jahr 1920 noch 425 Gemeinden – davon 4 kreisfreie Städte (市, shi) und 38 kreisangehörige Städte (町, chō) – so war deren Anzahl bereits 1955 auf über die Hälfte gesunken. Von 1950 bis 1955 sank die Zahl der Gemeinden um 199 auf 154. Noch im Jahre 1998 zählte man 21 kreisfreie Städte und 70 kreisangehörige Städte in der Präfektur. Durch Eingemeindungen und die Gründung neuer Gemeinden verringerte sich die Zahl der Gemeinden auf aktuell (2018) 41 — 29 kreisfreie Städte und 12 kreisangehörige Kleinstädte.
Die letzte Dorfgemeinde (村,mura) wurde 1962 durch Eingemeindung aufgelöst.
Die Zahl der Landkreise (郡, gun) sank ständig. Seit dem Ende des Zweiten Weltkrieges wurden 16 Landkreise aufgelöst. Gegenwärtig existieren noch acht Landkreise, davon fünf mit je nur einer kreisangehörigen Stadt.
In untenstehender Tabelle sind die Landkreise (郡) kursiv dargestellt, darunter jeweils (eingerückt) die Kleinstädte (町) innerhalb selbiger. Am Anfang der Tabelle stehen die kreisfreien Städte.
| Code                                   | Name                                   | Name                                   | Fläche (in km²) | Bevölkerung  | Bevölkerungs- dichte (Ew./km²) |         |
| Code                                   | lateinisch                             | japanisch                              | 1. Januar 2023  | 1. März 2021 | 01.10.2015                     |         |
| -------------------------------------- | -------------------------------------- | -------------------------------------- | --------------- | ------------ | ------------------------------ | ------- |
| 28100                                  | Kōbe-shi („Stadt Kōbe“)                | 神戸市                                 | 557,05          | 1.513.193    | 1.537.272                      | 2759,81 |
| 28201                                  | Himeji-shi                             | 姫路市                                 | 534,56          | 527.596      | 535.664                        | 1002,22 |
| 28202                                  | Amagasaki-shi                          | 尼崎市                                 | 50,71           | 450.506      | 452.563                        | 8922,77 |
| 28203                                  | Akashi-shi                             | 明石市                                 | 49,42           | 299.699      | 293.409                        | 5937,05 |
| 28204                                  | Nishinomiya-shi                        | 西宮市                                 | 99,96           | 487.010      | 487.850                        | 4880,45 |
| 28205                                  | Sumoto-shi                             | 洲本市                                 | 182,38          | 1.513.193    | 44.258                         | 242,67  |
| 28206                                  | Ashiya-shi                             | 芦屋市                                 | 18,47           | 94.116       | 95.350                         | 5162,43 |
| 28207                                  | Itami-shi                              | 伊丹市                                 | 25,00           | 198.522      | 196.883                        | 7875,32 |
| 28208                                  | Aioi-shi                               | 相生市                                 | 90,40           | 28.350       | 30.129                         | 333,29  |
| 28209                                  | Toyooka-shi                            | 豊岡市                                 | 697,55          | 77.005       | 82.250                         | 117,91  |
| 28210                                  | Kakogawa-shi („Stadt Kakogawa“)        | 加古川市                               | 138,48          | 260.595      | 267.435                        | 1931,22 |
| 28212                                  | Akō-shi                                | 赤穂市                                 | 126,85          | 45.473       | 48.567                         | 382,87  |
| 28213                                  | Nishiwaki-shi                          | 西脇市                                 | 132,44          | 38.479       | 40.866                         | 308,56  |
| 28214                                  | Takarazuka-shi                         | 宝塚市                                 | 101,80          | 224.055      | 224.903                        | 2209,26 |
| 28215                                  | Miki-shi                               | 三木市                                 | 176,51          | 74.255       | 77.178                         | 437,24  |
| 28216                                  | Takasago-shi                           | 高砂市                                 | 34,38           | 87.220       | 91.030                         | 2647,76 |
| 28217                                  | Kawanishi-shi                          | 川西市                                 | 53,44           | 152.076      | 156.375                        | 2926,18 |
| 28218                                  | Ono-shi                                | 小野市                                 | 92,94           | 47.316       | 48.580                         | 522,7   |
| 28219                                  | Sanda-shi                              | 三田市                                 | 210,32          | 109.243      | 112.691                        | 535,81  |
| 28220                                  | Kasai-shi                              | 加西市                                 | 150,98          | 42.290       | 44.313                         | 293,5   |
| 28221                                  | Tamba-Sasayama-shi                     | 丹波篠山市                             | 377,59          | 39.245       | 41.490                         | 109,88  |
| 28222                                  | Yabu-shi                               | 養父市                                 | 422,91          | 21.813       | 24.288                         | 57,43   |
| 28223                                  | Tamba-shi                              | 丹波市                                 | 493,21          | 60.824       | 64.660                         | 131,1   |
| 28224                                  | Minami-Awaji-shi („Stadt Süd-Awaji“)   | 南あわじ市                             | 229,01          | 43.914       | 46.912                         | 204,85  |
| 28225                                  | Asago-shi                              | 朝来市                                 | 403,06          | 28.586       | 30.805                         | 76,43   |
| 28226                                  | Awaji-shi                              | 淡路市                                 | 184,24          | 41.127       | 43.977                         | 238,59  |
| 28227                                  | Shisō-shi                              | 宍粟市                                 | 658,54          | 34.116       | 37.773                         | 57,36   |
| 28228                                  | Katō-shi                               | 加東市                                 | 157,55          | 40.728       | 40.310                         | 255,86  |
| 28229                                  | Tatsuno-shi                            | たつの市                               | 210,87          | 73.952       | 77.419                         | 367,14  |
| 28300                                  | Kawabe-gun („Kreis Kawabe“)            | 川辺郡                                 | 90,33           |              | 30.838                         | 341,39  |
| 28301                                  | Inagawa-chō („Stadt Inagawa“)          | 猪名川町                               | 90,33           | 29.571       | 30.838                         | 341,39  |
| 28360                                  | Taka-gun                               | 多可郡                                 | 185,19          |              | 21.200                         | 114,48  |
| 28365                                  | Taka-chō                               | 多可町                                 | 185,19          | 19.227       | 21200                          | 114,48  |
| 28380                                  | Kako-gun                               | 加古郡                                 | 44,05           |              | 64.759                         | 1470,12 |
| 28381                                  | Inami-chō                              | 稲美町                                 | 34,92           | 30.148       | 31.020                         | 888,32  |
| 28382                                  | Harima-chō                             | 播磨町                                 | 9,13            | 33.822       | 33.739                         | 3695,4  |
| 28440                                  | Kanzaki-gun                            | 神崎郡                                 | 330,70          |              | 43.490                         | 131.51  |
| 28442                                  | Ichikawa-chō                           | 市川町                                 | 82,67           | 11.023       | 12.300                         | 148,78  |
| 28443                                  | Fukusaki-chō                           | 福崎町                                 | 45,79           | 19.143       | 19.738                         | 431,05  |
| 28446                                  | Kamikawa-chō                           | 神河町                                 | 202,23          | 10.557       | 11.452                         | 56,63   |
| 28460                                  | Ibo-gun                                | 揖保郡                                 | 22,61           |              | 33.690                         | 1490,05 |
| 28464                                  | Taishi-chō                             | 太子町                                 | 22,61           | 33.321       | 33.690                         | 1490,05 |
| 28480                                  | Akō-gun                                | 赤穂郡                                 | 150,26          |              | 15.224                         | 101,32  |
| 28481                                  | Kamigōri-chō                           | 上郡町                                 | 150,26          | 13.835       | 15.224                         | 101,32  |
| 28500                                  | Sayō-gun                               | 佐用郡                                 | 307,44          |              | 17.510                         | 56,95   |
| 28501                                  | Sayō-chō                               | 佐用町                                 | 307,44          | 15.508       | 17.510                         | 56,95   |
| 28580                                  | Mikata-gun                             | 美方郡                                 | 609,78          |              | 32.889                         | 53,94   |
| 28585                                  | Kami-chō                               | 香美町                                 | 368,77          | 15.704       | 18.070                         | 49,00   |
| 28586                                  | Shin’onsen-chō                         | 新温泉町                               | 241,01          | 13.213       | 14.819                         | 61,49   |
| Zwischensumme -shi (kreisfreie Städte) | Zwischensumme -shi (kreisfreie Städte) | Zwischensumme -shi (kreisfreie Städte) | 6.660,58        |              | 5.275.200                      | 792,00  |
| Zwischensumme -gun (Landkreise)        | Zwischensumme -gun (Landkreise)        | Zwischensumme -gun (Landkreise)        | 1.740,38        |              | 259.600                        | 149,16  |
| 28000 (ISO: JP-28)                     | Hyōgo-ken („Präfektur Hyōgo“)          | 兵庫県                                 | 557,05          | 5.427.280    | 5.534.800                      | 658,83  |

## Größte Orte
| Census-Jahr   | Einwohner | Einwohner | Einwohner | Einwohner |
| 2015          | 2010      | 2005      | 2000      |           |
| ------------- | --------- | --------- | --------- | --------- |
| Kobe          | 1.537.272 | 1.544.200 | 1.525.393 | 1.493.398 |
| Himeji        | 535.664   | 536.270   | 482.304   | 478.309   |
| Nishinomiya   | 487.850   | 482.640   | 465.337   | 438.105   |
| Amagasaki     | 452.563   | 453.748   | 462.647   | 466.187   |
| Akashi        | 293.409   | 290.959   | 291.027   | 293.117   |
| Kakogawa      | 267.435   | 266.937   | 267.100   | 266.170   |
| Takarazuka    | 224.903   | 225.700   | 219.862   | 213.037   |
| Itami         | 196.883   | 196.127   | 192.250   | 192.159   |
| Kawanishi     | 156.375   | 156.423   | 157.668   | 153.762   |
| Sanda         | 112.691   | 114.216   | 113.572   | 111.737   |
| Ashiya        | 95.350    | 93.238    | 90.590    | 83.834    |
| Takasago      | 91.030    | 93.901    | 94.813    | 96.020    |
| Toyooka       | 82.250    | 85.592    | 89.208    | 47.308    |
| Tatsuno       | 77.419    | 80.518    | 81.561    | 40.550    |
| Miki          | 77.178    | 81.009    | 75.087    | 76.682    |
| Tamba         | 64.660    | 67.757    | 70.810    | ——        |
| Ono           | 48.580    | 49.680    | 49.761    | 49.432    |
| Akō           | 48.567    | 50.523    | 51.794    | 52.077    |
| Minamiawaji   | 46.912    | 49.834    | 52.283    | ——        |
| Kasai         | 44.313    | 47.993    | 49.396    | 51.104    |
| Sumoto        | 44.258    | 47.254    | 38.929    | 41.158    |
| Awaji         | 43.977    | 46.459    | 49.078    | ——        |
| Tambasasayama | 41.490    | 43.263    | 45.245    | 46.325    |
| Nishiwaki     | 40.866    | 42.802    | 43.953    | 37.768    |
| Katō          | 40.310    | 40.181    | ——        | ——        |
| Shisō         | 37.773    | 40.938    | 43.302    | ——        |
| Asago         | 30.805    | 32.814    | 34.791    | ——        |
| Aioi          | 30.129    | 31.158    | 32.475    | 34.320    |
| Yabu          | 24.288    | 26.501    | 28.306    | ——        |

Am 1. April 1999 fusionierte die Kleinstadt Sasayama mit 4 Gemeinden und wurde zur kreisfreie Stadt erhoben.

Am 1. April 2004 fusionierte die Kleinstadt Yabu mit 3 Gemeinden und wurde zur kreisfreien Stadt erhoben.

Am 1. November 2004 fusionierten 6 Gemeinden zur kreisfreien Stadt Tamba.

Am 1. November 2005 fusionierten 4 Gemeinden zur kreisfreien Stadt Minamiawaji.

Am 1. April 2005 fusionierten 4 Gemeinden zur kreisfreien Stadt Shisō.

Am 1. April 2005 fusionierte die Kleinstadt Awaji mit 4 Gemeinden und wurde zur kreisfreien Stadt erhoben.

Am 1. April 2005 fusionierte die Kleinstadt Asago mit 3 Gemeinden und wurde zur kreisfreien Stadt erhoben.

Am 20. März 2006 fusionierten 3 Gemeinden zur kreisfreien Stadt Katō.

## Bevölkerungsentwicklung der Präfektur
| Census- Jahr | Gesamt- Bevölkerung | männliche Bevölkerung | weibliche Bevölkerung | Geschlechter- verhältnis Männer auf 1000 Frauen | Fläche in km2 | Bevölkerungs- dichte Einw. je km2 |
| ------------ | ------------------- | --------------------- | --------------------- | ----------------------------------------------- | ------------- | --------------------------------- |
| 1920         | 2 301 799           | 1 175 426             | 1 126 373             | 1044                                            | 8427,14       | 273,1                             |
| 1925         | 2 454 679           | 1 239 326             | 1 215 353             | 1020                                            | 8427,14       | 291,3                             |
| 1930         | 2 646 301           | 1 332 918             | 1 313 383             | 1015                                            | 8321,88       | 318,0                             |
| 1935         | 2 923 249           | 1 466 284             | 1 456 965             | 1006                                            | 8322,85       | 351,2                             |
| 1940         | 3 221 232           | 1 622 778             | 1 598 454             | 1015                                            | 8322,85       | 387,0                             |
| 1945         | 2 821 892           | 1 344 778             | 1 477 114             | 910                                             | 8322,85       | 339,1                             |
| 1950         | 3 309 935           | 1 622 755             | 1 687 180             | 962                                             | 8332,32       | 397,2                             |
| 1955         | 3 620 947           | 1 773 488             | 1 847 459             | 960                                             | 8329,92       | 434,7                             |
| 1960         | 3 906 487           | 1 917 887             | 1 988 600             | 964                                             | 8329,92       | 469,0                             |
| 1965         | 4 309 944           | 2 120 749             | 2 189 195             | 969                                             | 8342,47       | 516,6                             |
| 1970         | 4 667 928           | 2 299 961             | 2 367 967             | 971                                             | 8350,89       | 559,0                             |
| 1975         | 4 992 140           | 2 453 277             | 2 538 863             | 966                                             | 8362,94       | 596,9                             |
| 1980         | 5 144 892           | 2 512 358             | 2 632 534             | 954                                             | 8373,16       | 614,5                             |
| 1985         | 5 278 050           | 2 567 814             | 2 710 236             | 948                                             | 8377,98       | 630,0                             |
| 1990         | 5 405 040           | 2 619 692             | 2 785 348             | 941                                             | 8381,68       | 644,9                             |
| 1995         | 5 401 877           | 2 612 369             | 2 789 508             | 937                                             | 8386,60       | 644,1                             |
| 2000         | 5 550 574           | 2 674 625             | 2 875 949             | 930                                             | 8392,03       | 661,4                             |
| 2005         | 5 590 601           | 2 680 288             | 2 910 313             | 921                                             | 8394,92       | 666,0                             |
| 2010         | 5 588 133           | 2 673 328             | 2 914 805             | 917                                             | 8396,13       | 665,6                             |
| 2015         | 5 534 800           | 2 641 561             | 2 893 239             | 913                                             | 8400,96       | 658,8                             |

## Sehenswürdigkeiten und Landmarken (Auswahl)

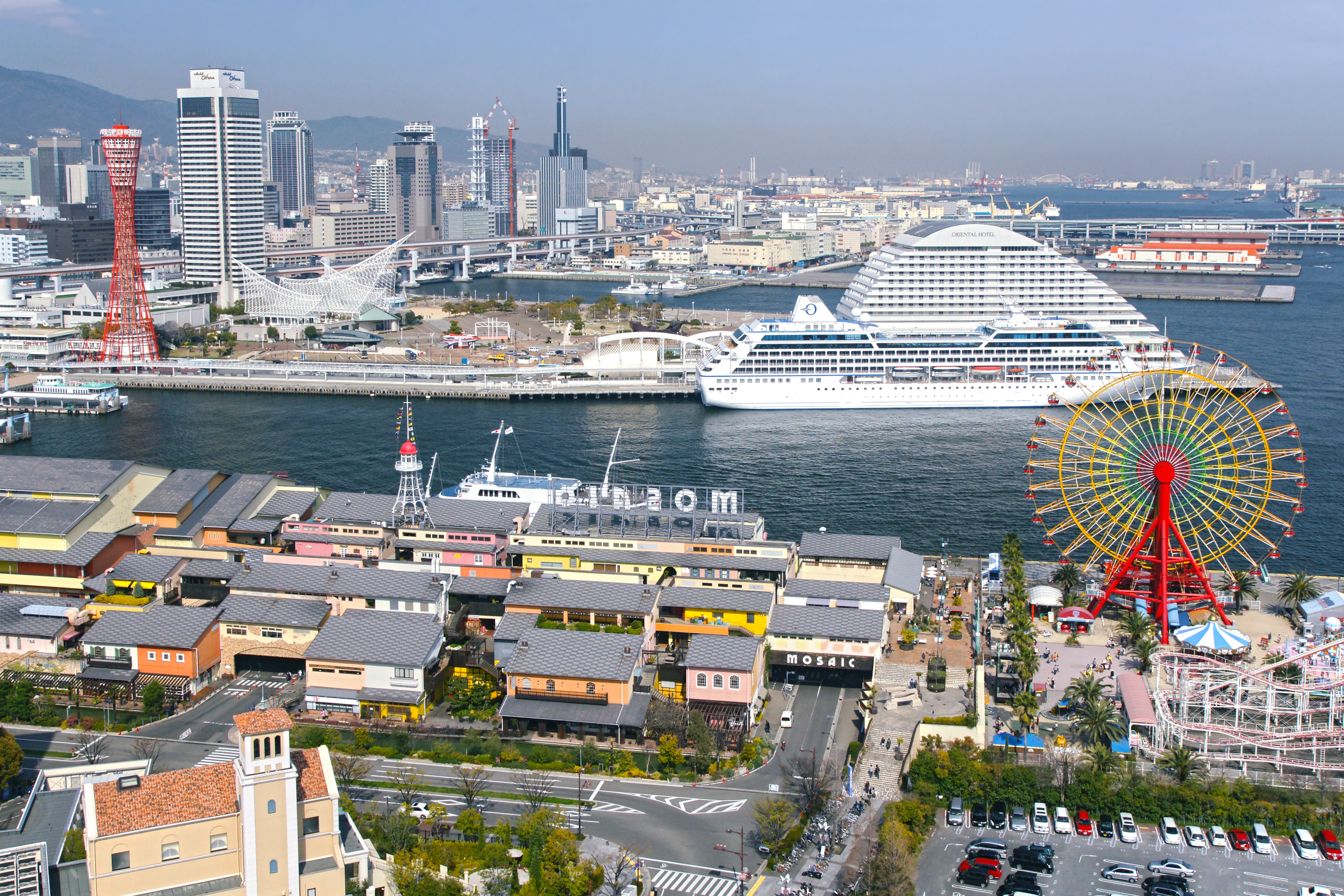
Hafen Kobe in Kōbe
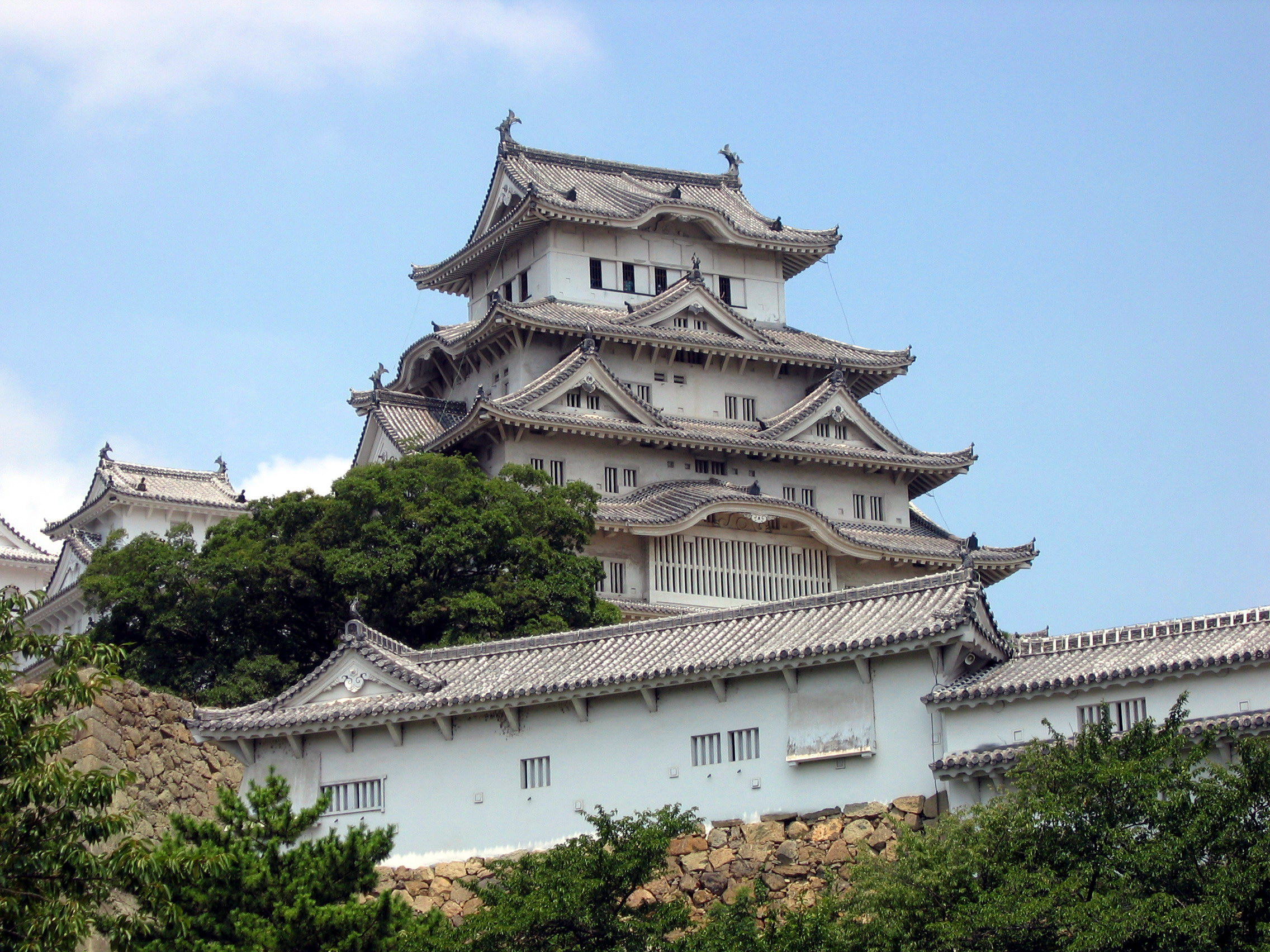
Burg Himeji in Himeji
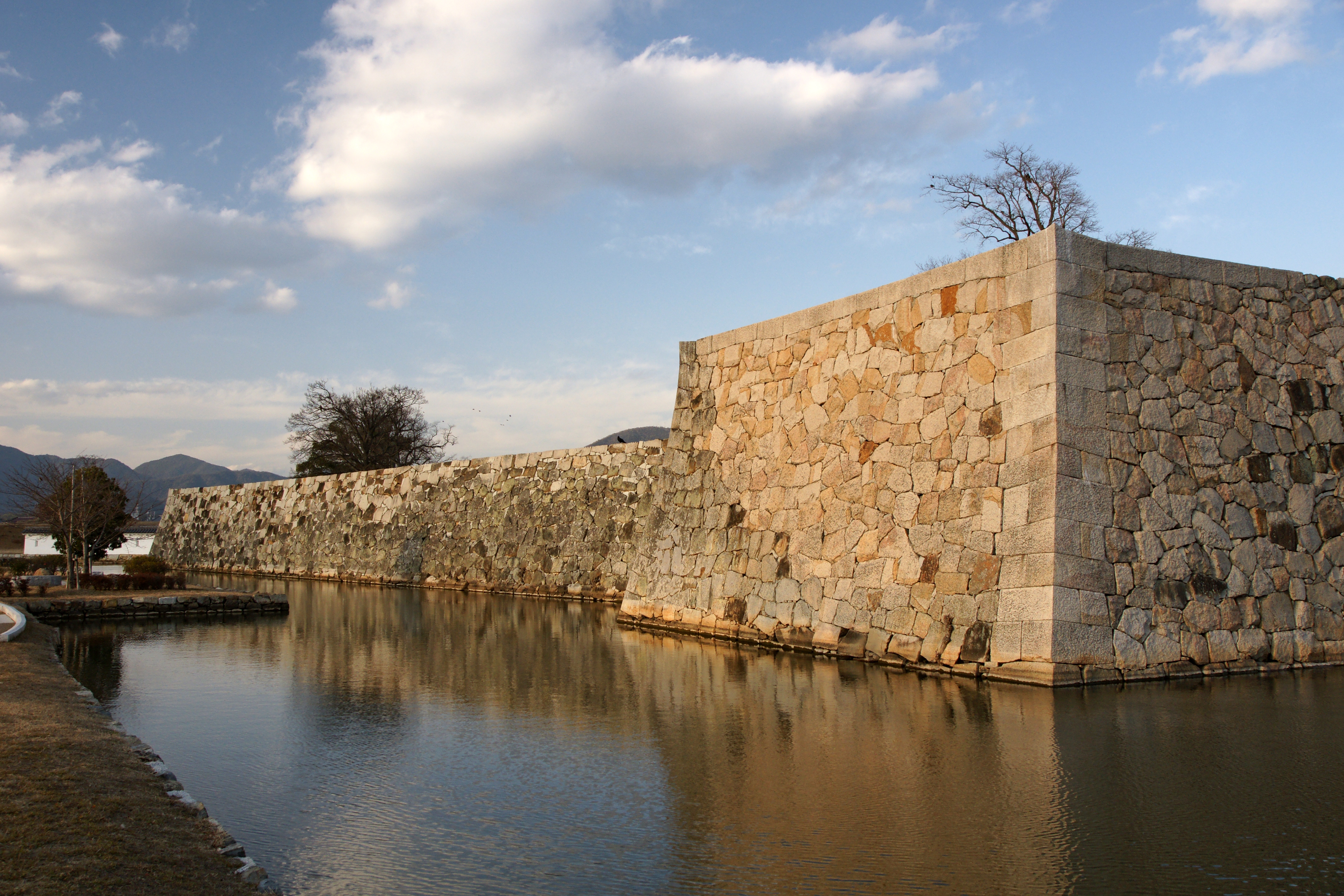
Burg Akō in Akō
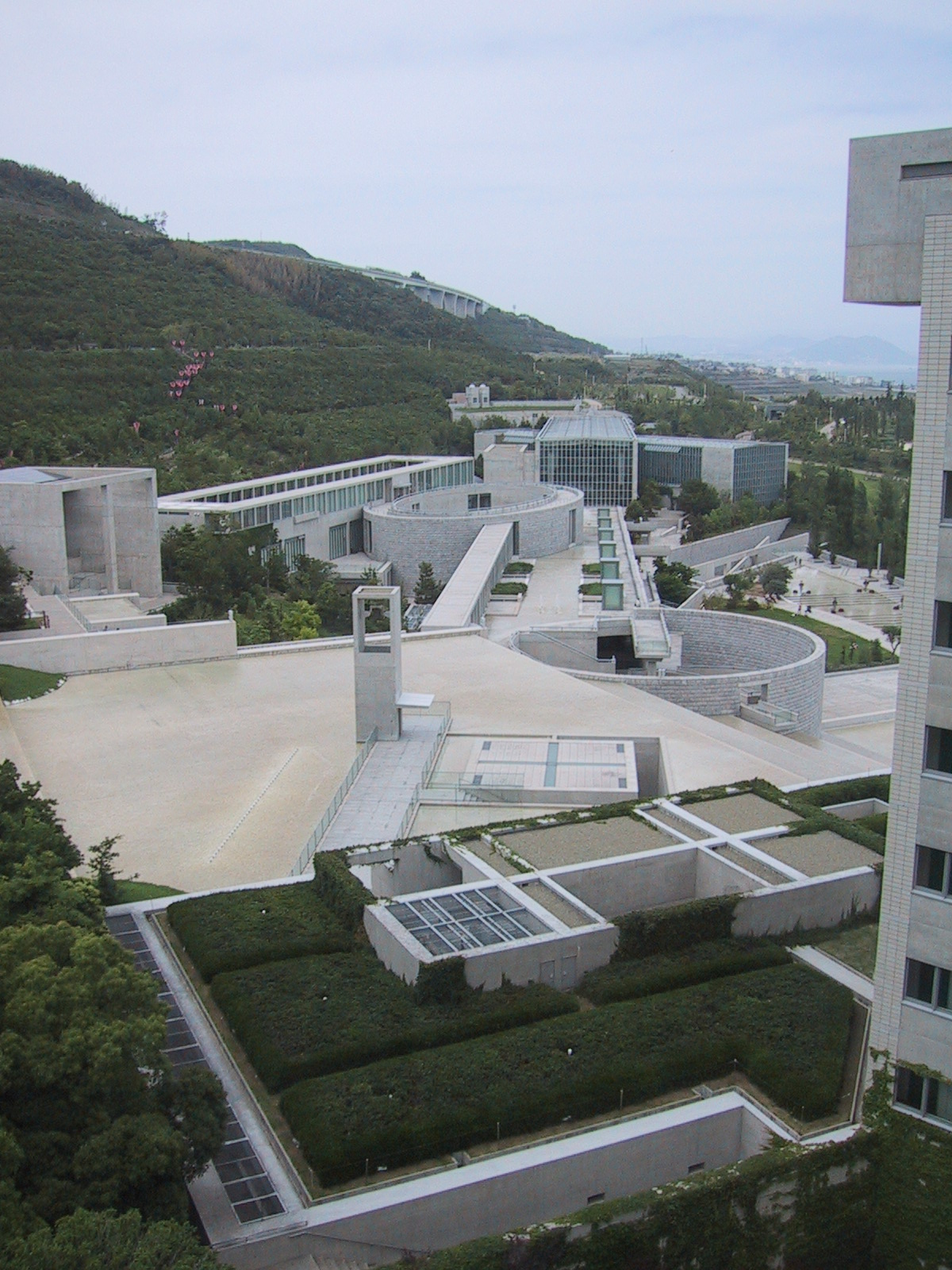
Insel Awaji
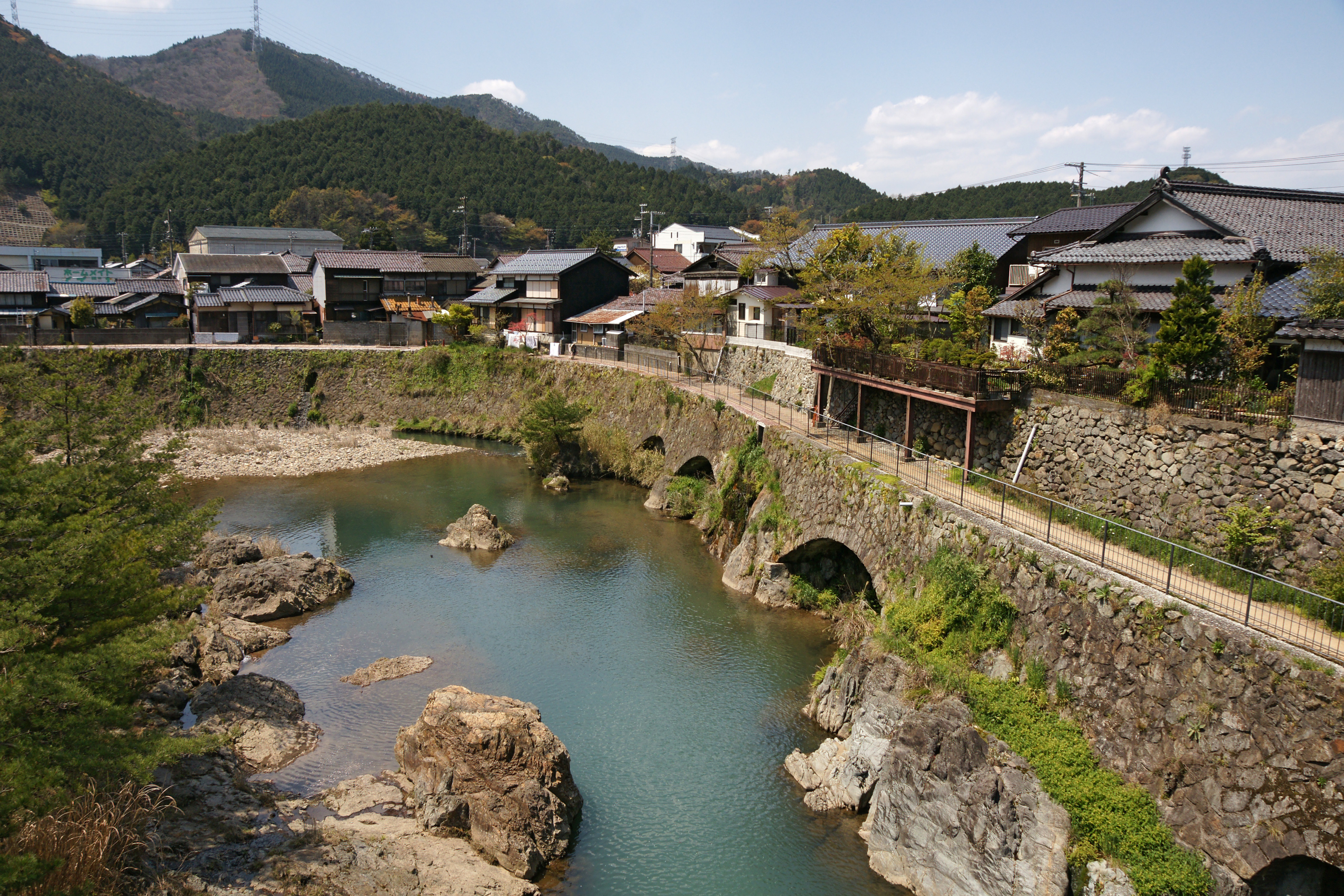
Ikuno in Asago
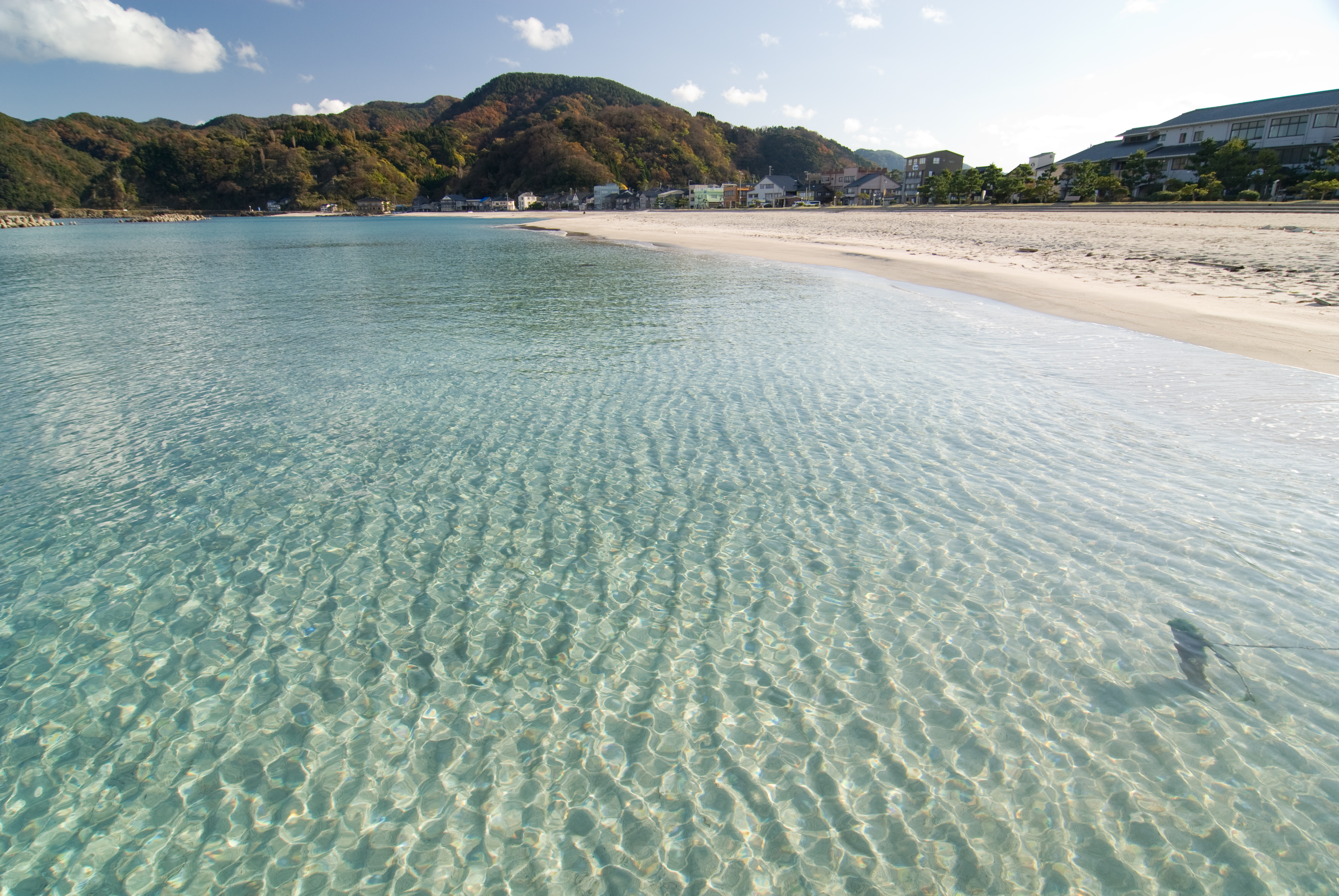
Takeno-Strand in Toyooka
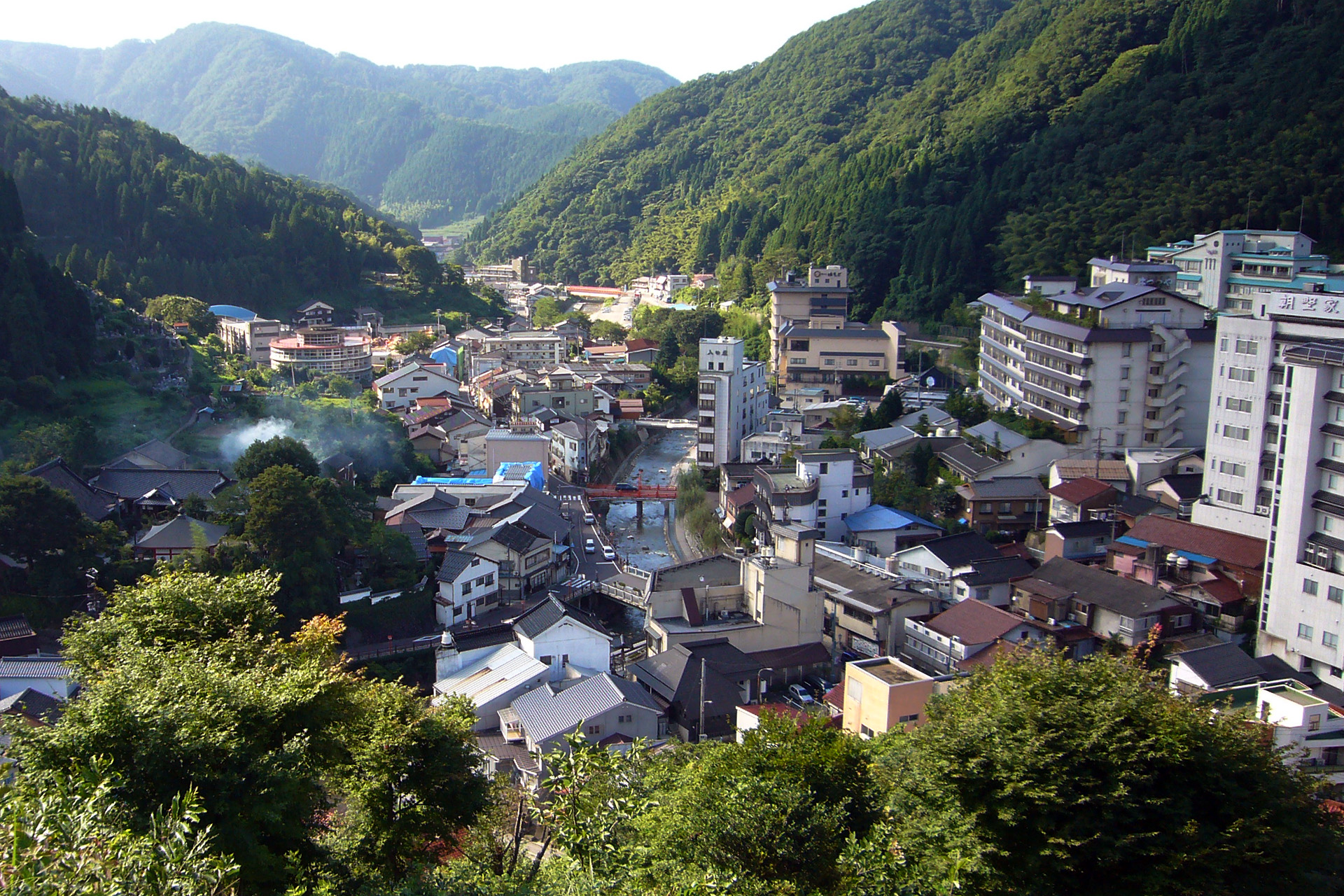
Yumura-Onsen in Shinonsen
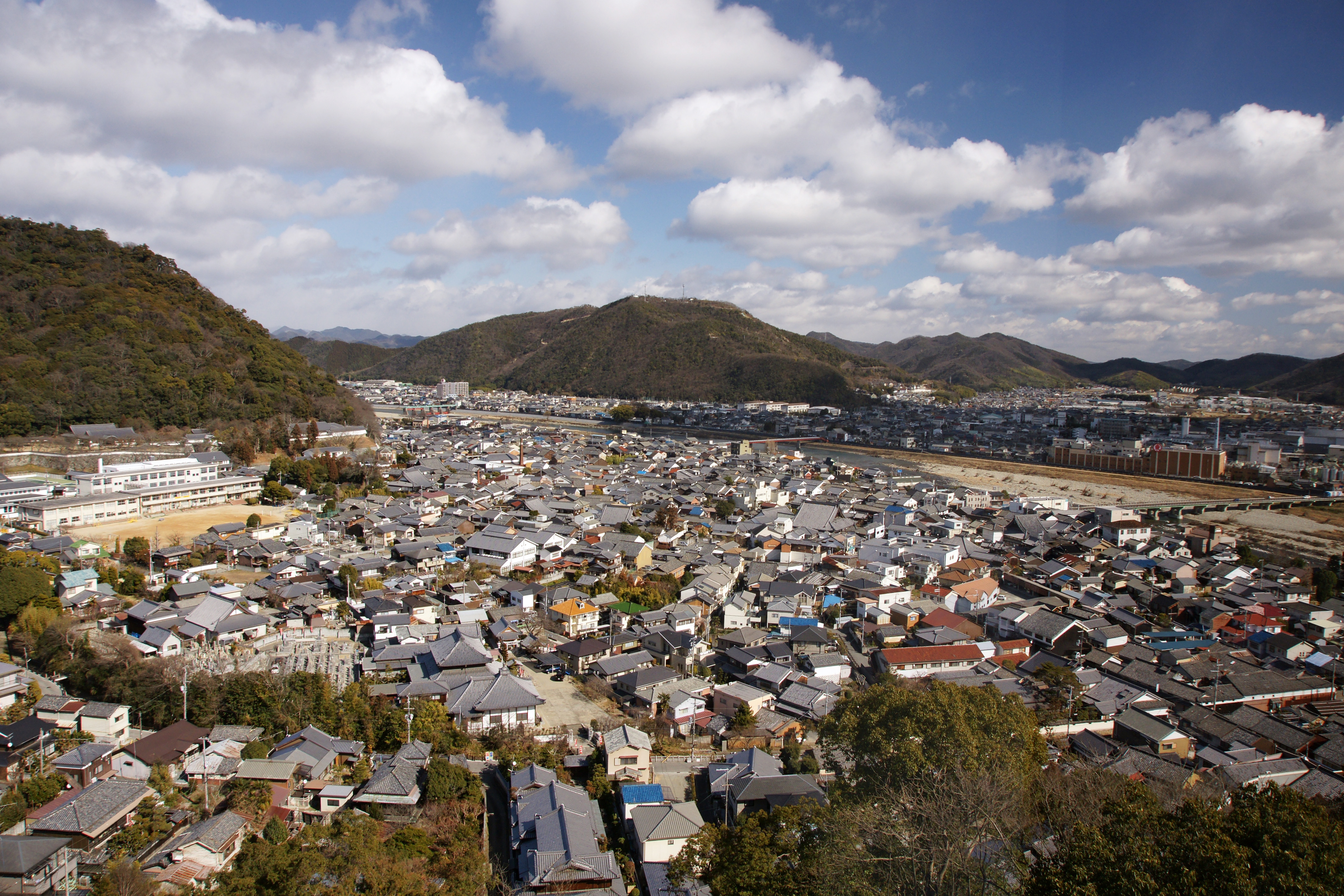
Tatsuno
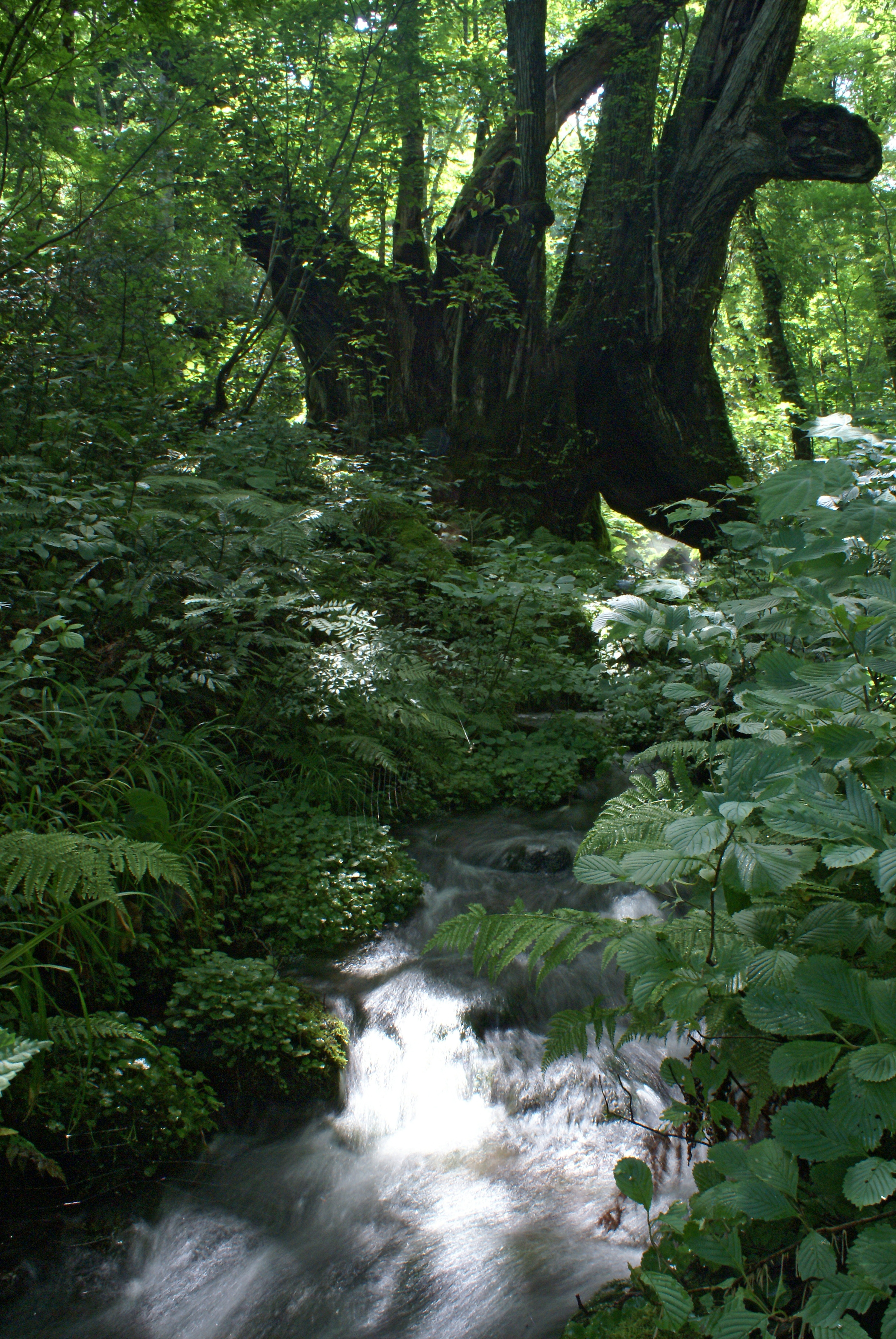
1000-jähriger Katsurabaum Wachi no Ōkatsura in Kami
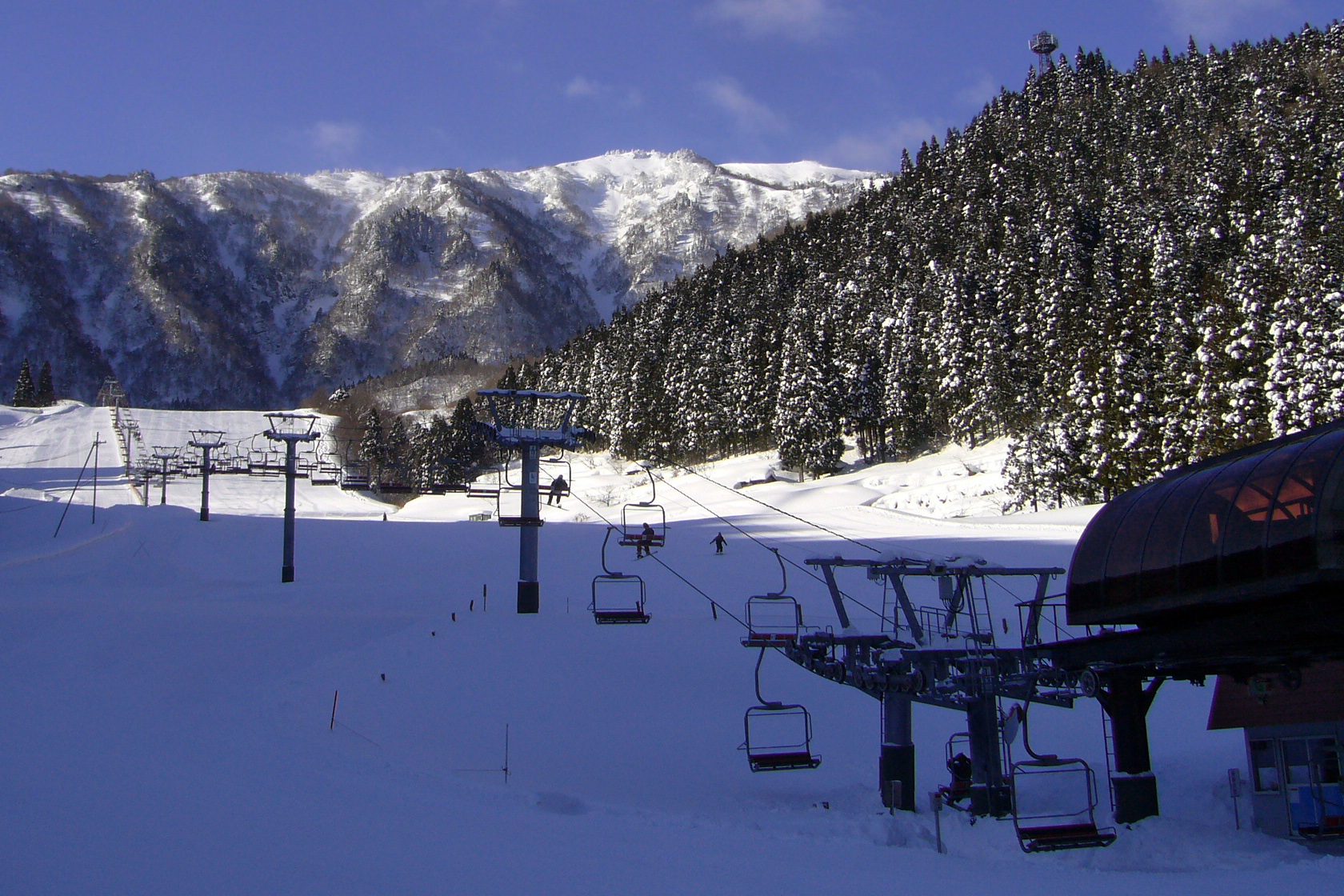
Hyōnosen in Yabu
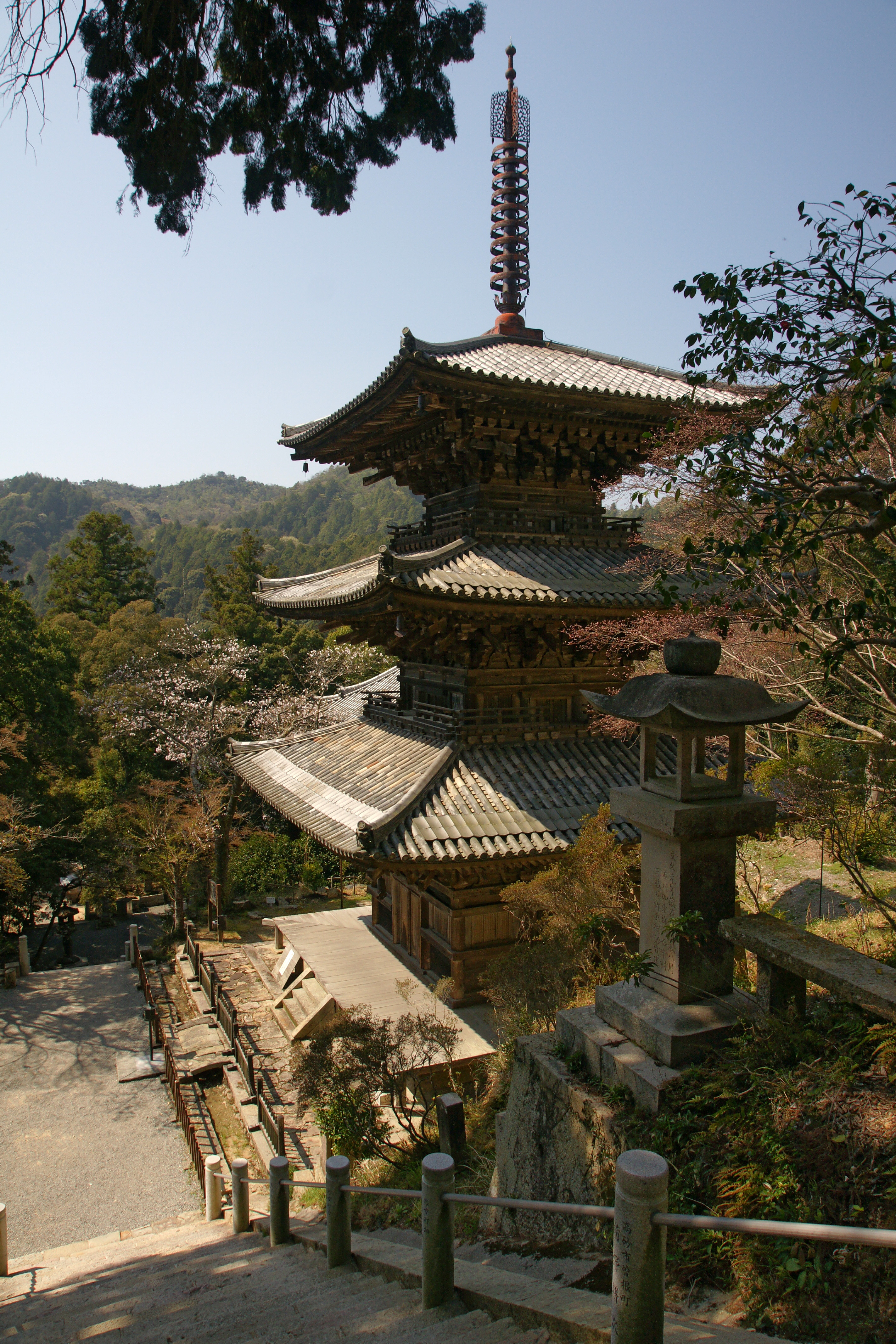
Ichijō-ji in Kasai